# Komarno (Ucraina)
Komarno (in ucraino Комарно?; fino al 1992 Комарне, Komarne) è una città dell'Ucraina (3 653 abitanti) situata nel distretto di Leopoli, nell'oblast' di Leopoli. Ospita l'amministrazione della comunità territoriale di Komarno, una delle comunità territoriali dell'Ucraina.
Fino al 18 luglio 2020 Komarno apparteneva al distretto di Horodok, abolito come parte della riforma amministrativa dell'Ucraina, che ha ridotto a sette il numero dei distretti dell'oblast' di Leopoli. L'area del distretto di Horodok è stata fusa nel distretto di Leopoli.